# Schoonhoven Silver Award
De Schoonhoven Silver Award is een Nederlandse ontwerpprijs voor zilversmeedkunst.
De prijs is in 2001 in het leven geroepen door de Stichting Zilverkunst. Sinds 2010 is de organisatie in handen van het Nederlands Zilvermuseum Schoonhoven. Hoewel het een Nederlandse prijs is, kunnen zilversmeden en kunstenaars vanuit de hele wereld hun ontwerpen indienen. De prijs bestaat uit een geldbedrag, beschikbaar gesteld door de gemeente Schoonhoven, en een expositie in het Zilvermuseum. 
De eerste vier edities waren opgebouwd rond een bepaald thema, vanaf de editie 2012 wordt ook gekeken naar innovatie van het zilversmeedvak. Een jury beoordeelt de inzendingen op de volgende criteria:
1. een artistiek-inhoudelijk betekenisvol concept en vorm;
2. een monumentaal werk, niet zozeer in omvang als wel in opvatting;
3. een innovatieve toepassing van zilver in het traditionele vakgebied;
4. een verbinding van de zilversmeedkunst met andere ontwerpdisciplines en materialen, waarbij zilver het dominante materiaal blijft;
5. vakmanschap.

## Winnaars
- 2002 Oliver Schmidt, Duitsland
- 2004 Monika Gimborn-Jochum, Duitsland
- 2006 Jan Matthesius, Nederland
- 2009 Hiroshi Suzuki, Engeland/Japan
- 2012 Stratos Kantzelis, Griekenland
- 2015 Yuki Ferdinandsen, Denemarken
- 2018 Peter Bauhuis, Duitsland